# 谢吕埃
谢吕埃（法語：Cherrueix，法語發音：[ʃɛʁɥɛ]）是法国伊勒-维莱讷省的一个市镇，属于圣马洛区。

## 地理
谢吕埃（48°36'18"N, 1°42'39"W）面积12.69 平方千米，位于法国布列塔尼大區伊勒-维莱讷省，该省份为法国西北部沿海省份，位于布列塔尼半岛东部，北濒大西洋，西接阿摩尔滨海省和莫尔比昂省，南至大西洋卢瓦尔省，西南端接曼恩-卢瓦尔省，东临马耶讷省，东北与芒什省接壤。
与谢吕埃接壤的市镇（或旧市镇、城区）包括：蒙多勒、巴盖尔皮康、圣布罗拉德尔。

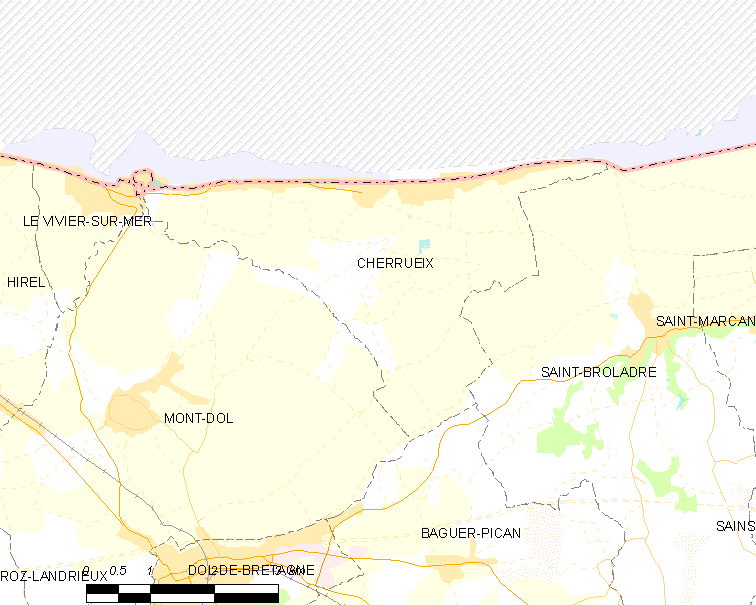
谢吕埃的OSM定位图

谢吕埃的时区为UTC+01:00、UTC+02:00（夏令时）。

## 行政
谢吕埃的邮政编码为35120，INSEE市镇编码为35078。

## 政治
谢吕埃所属的省级选区为布列塔尼地区多勒县。

## 人口

1962-2008年间谢吕埃人口变化图示

谢吕埃于2022年1月1日时的人口数量为1106人。